# دانيال إس. ليرمان
دانيال إس. ليرمان (بالإنجليزية: Daniel S. Lehrman)‏ هو عالم نفس وعالم طيور أمريكي، ولد في 1919، وتوفي في 1972.